# Chrysolina warchalowskii
Chrysolina warchalowskii – gatunek chrząszcza z rodziny stonkowatych i podrodziny Chrysomelinae.
Gatunek tan opisany został w 2005 roku przez Igora K. Łopatina. Epitet gatunkowy nadano na cześć Andrzeja Warchałowskiego.
Chrząszcz o szeroko owalnym ciele długości od 5,7 do 7,2 mm, ubarwionym czarno ze smoliście brązową wargą górną oraz rudymi: czułkami, odnóżami i głaszczkami szczękowymi. Wierzch ciała połyskujący i delikatnie punktowany. Głowa z bardzo delikatnym szagrynowaniem, drobno, ale wyraźnie punktowana. 2,2 raza szersze niż dłuższe przedplecze odznacza się bocznymi listewkami oddzielonymi od dysku wgłębieniami. Przednie kąty przedplecza silnie wystające, silniej u samic niż u samców. Trzykrotnie od przedplecza dłuższe pokrywy charakteryzuje grubsze niż na nim punktowanie, w którym punkty większe formują sparowane rządki.
Owad znany tylko z Gansu w Chinach, gdzie spotykany był w piętrze alpejskim.